# 1079 (numero)
Millesettantanove (1079) è il numero naturale dopo il 1078 e prima del 1080.

## Proprietà matematiche
- È un numero dispari.
- È un numero composto da 4 divisori: 1, 13, 83, 1079. Poiché la somma dei suoi divisori (escluso il numero stesso) è 97 < 1079, è un numero difettivo.
- È un numero semiprimo.
- È un numero omirpimes.
- È un numero nontotiente in quanto dispari e diverso da 1.
- È un numero di Ulam.
- È un numero congruente.
- È un numero malvagio.
- È un numero intero privo di quadrati.
- È parte delle terne pitagoriche (415, 996, 1079), (1079, 3360, 3529), (1079, 6972, 7055), (1079, 44772, 44785), (1079, 582120, 582121).

## Astronomia
- 1079 Mimosa è un asteroide della fascia principale del sistema solare.
- NGC 1079 è una galassia nella costellazione della Fornace.
- IC 1079 è una galassia ellittica nella costellazione di Boote.

## Astronautica
- Cosmos 1079 è un satellite artificiale russo.